# Wöllmen

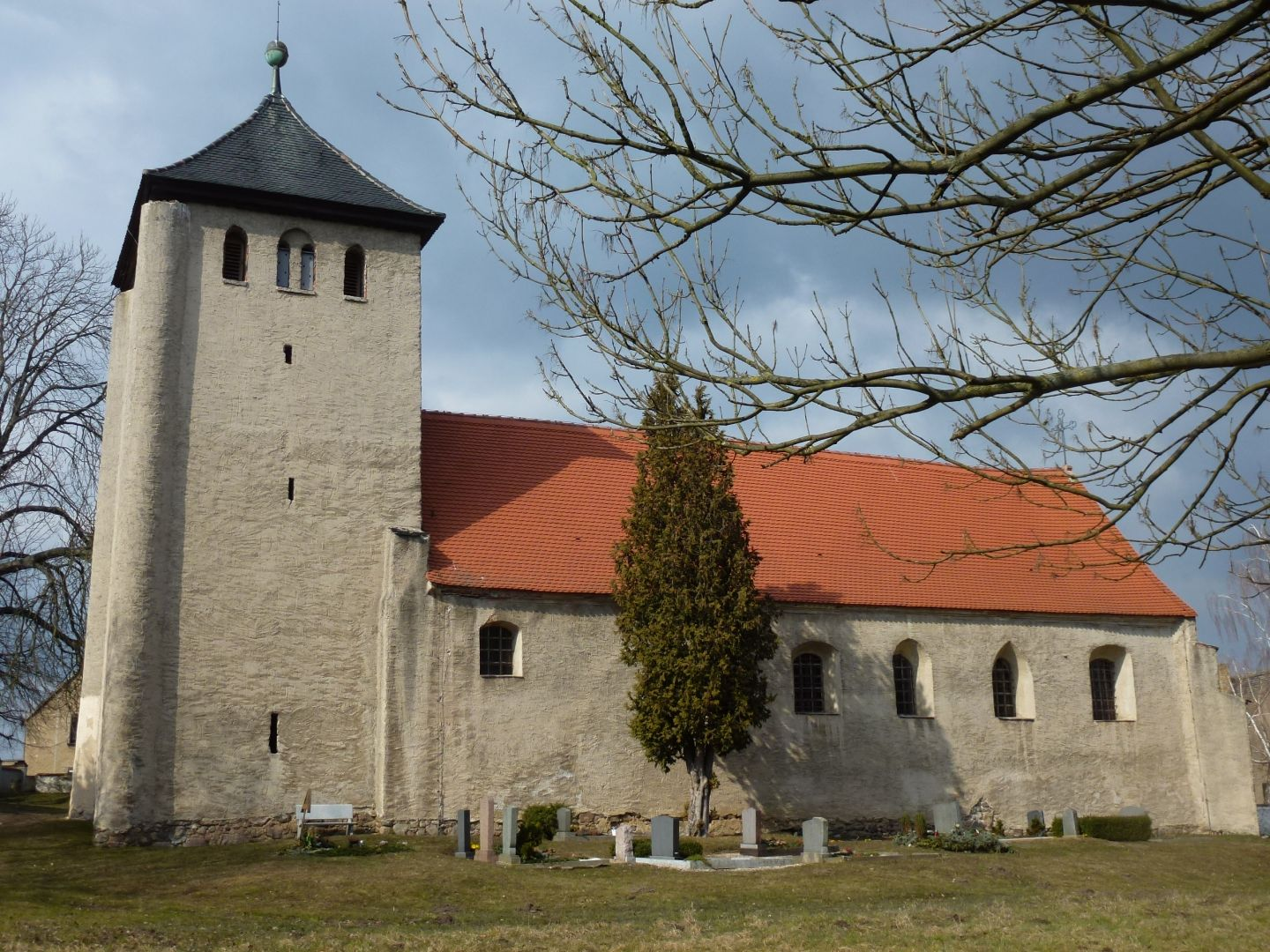
Kirche

Wöllmen ist ein Ortsteil der Gemeinde Jesewitz im Landkreis Nordsachsen, Sachsen.

## Lage
Der Ort liegt südöstlich des Hauptortes Jesewitz. Durch den Ort führt die Kreisstraße 742, die von Weltewitz im Westen über Gotha  im Osten nach Kossen führt.

## Geschichte
Wöllmen wurde erstmals im Jahre 1363 unter dem Namen Welmyn erwähnt. Durch den Ort lief früher eine Salzstraße. Neben ihr wurde im Mittelalter die Wallfahrtskirche erbaut. Von zwei Mühlen im Ort ist nur noch eine erhalten. Wöllmen gehörte bis 1815 zum kursächsischen bzw. königlich-sächsischen Amt Eilenburg. Durch die Beschlüsse des Wiener Kongresses kam der Ort zu Preußen und wurde 1816 dem Kreis Delitzsch im Regierungsbezirk Merseburg der Provinz Sachsen zugeteilt, zu dem er bis 1952 gehörte.
1853 hat die Gemeinde Wöllmen 150 Thaler zur Aufstellung einer neuen Kirchenorgel verwendet.
Am 20. Juli 1950 erfolgte die Eingemeindung nach Pehritzsch. Im Zuge der zweiten Kreisreform in der DDR im Jahr 1952 wurde Pehritzsch mit Wöllmen dem Kreis Eilenburg im Bezirk Leipzig angeschlossen, welcher 1994 im Landkreis Delitzsch aufging. Mit der Bildung der Großgemeinde Jesewitz zum 1. März 1994 wurde Wöllmen ein Ortsteil der Ortschaft Pehritzsch.